# Arjona pusilla
Arjona pusilla är en tvåhjärtbladig växtart som beskrevs av Joseph Dalton Hooker. Arjona pusilla ingår i släktet Arjona och familjen Schoepfiaceae. Inga underarter finns listade i Catalogue of Life.